# Pawl ap Meurig
Pawl ap Meurig (fl.  décennie 560 ) est un roi de Buellt et de Gwerthrynion, son fils Elaed ap Pawl lui succède

## Contexte
On ne sait rien de lui mais alors qu'il est présenté comme le fils d'un certain Meuprit/Mepurit,  c'est-à-dire Meurig (?), dans la généalogique de Ffernfael ap Tedwr incluse  dans l'Historia Brittonum de Nennius  Il est aussi mentionné dans les Généalogies du Jesus College MS. 20 qui présentent sa dynastie ainsi:
Morgant mab Ewein m howel m Rees m y vraustud merch gloud m Pascen buellt m Gwed Gad m morvo m Elaed m Pawl m Idnerth m Riagath m Pascen m Gwrtheyrn gwrthenev. Gwrtheyrn gwrtheneu m gwidawl m Gwdoloeu m gloyw gwalltir. y gwr hwnw a wnaeth ar ymyl hafren tref. ac oe enw ef y gelwir yn gaer loew.